# M/S Blankaholm
M/S Blankaholm var ett av Svenska Amerika Mexiko Liniens fartyg mellan 1930 och 1942. 

## Historia

### Torpederingen
Fartyget torpederades och sänktes utanför den kubanska staden Santiago de Cuba under andra världskriget av den tyska ubåten U-553, den 18 augusti 1942, varvid fem besättningsmän omkom. Fartyget gick i konvoj TAW-13 med 24 andra fartyg varav fem stycken eskorterande örlogsfartyg. Konvoj TAW-13 avgick från Port of Spain på Trinidad 12 augusti 1942 och ankom Key West, Florida i USA 23 augusti 1942. Ytterligare två fartyg, ett brittiskt och ett amerikanskt sänktes vid tillfället. Fartyget hade vid torpederingen en last av bauxit med destination Halifax i Nova Scotia i Kanada. Slutdestination för fartyget var Storbritannien. 23 överlevande från M/S Blankaholm rodde till sydöstra Kuba på 14 timmar, där de sökte upp generalkonsulatet och blev hjälpta av dåvarande generalkonsuln och SKF-chefen Stig Lagercrantz. De räddade var alla välbehållna förutom mässuppassaren Atrur Engman som fått brännskador vid explosionen. Han fördes till sjukhus men kunde skrivas ut redan 20 dagar senare. Kapten Lundberg förlorade genom Blankaholms torpedering sitt andra fartyg i kriget. Han hade fört M/S Kexholm när detta fartyg sänkts av flygbomber 1941. Den gången utan förluster av människoliv. Även Blankaholms andre styrman Karl Harry Månsson hade tidigare varit med om en krigsförlisning, då M/S Rydboholm sänktes 1941.